# Buchy, Moselle
Buchy là một xã trong vùng Grand Est, thuộc tỉnh Moselle, quận Metz-Campagne, tổng Verny. Tọa độ địa lý của xã là 48° 58' vĩ độ bắc, 06° 16' kinh độ đông. Buchy nằm trên độ cao trung bình là 282 mét trên mực nước biển, có điểm thấp nhất là 250 mét và điểm cao nhất là 305 mét. Xã có diện tích 3,58 km², dân số vào thời điểm 1999 là 76 người; mật độ dân số là 21 người/km². Xã nằm về phía đông nam của Metz.

## Thông tin nhân khẩu
| 1962 | 1968 | 1975 | 1982 | 1990 | 1999 |
| ---- | ---- | ---- | ---- | ---- | ---- |
| 74   | 83   | 69   | 86   | 81   | 76   |